# David Russell (kierowca)
David Russell (ur. 4 stycznia 1982) – australijski kierowca wyścigowy.

## Życiorys
Russell rozpoczął karierę w międzynarodowych wyścigach samochodowych w 2000 roku od startów w Australian GT Production Car Championship. W klasie E z dorobkiem czterdziestu punktów został sklasyfikowany na szóstej pozycji w końcowej klasyfikacji kierowców. W późniejszym okresie Australijczyk pojawiał się także w stawce GT-P 2 Hour Showroom Showdown, Bathurst 24 Hour Race, Bathurst 2 Hour Showroom Showdown, Australian Production Car Championship, V8 Supercar Development Series, V8 Supercars, Australian Carrera Cup Championship, Bathurst 12 Hour Race, Australijskiego Pucharu Porsche Carrera, Porsche Centre Gold Coast 500, 24H Series Toyo Tires, Grand American Rolex Series, Australian Commodore Cup National Series, Pirtek Enduro Cup, Malaysia Merdeka Endurance Race, Blancpain Endurance Series, Phillip Island 101 oraz ADAC GT Masters.
W V8 Supercars Australijczyk startuje od 2010 roku. Dotychczas najlepszy wynik osiągnął w 2014 roku, kiedy został sklasyfikowany na 36. miejscu.